# Марија Готска
Марија Готска је била царица Трапезунта, супруга је последњег трапезунтског цара Давида Великог Комнина.

## Порекло
Марија је била ћерка  кнеза Алексија II, владара кнежевине Теодоро. Кнежевина Теодоро се такође назива Готија, пошто су њене земље некада биле део земаља Гота. Због тога је Марија названа Марија Готска.

## Брак са царем Давидом Великим Комнином
Брак између Марије Готске и цара Давида Великог Комнина помиње тзв. Масарелијев рукопис (латински: Делл'Имперадори Цонстантинополитани), који се чува у Ватиканској библиотеци. Теодор Спандунис (1538. године). У књизи "Порекло османских царева" (1538. године), помиње да је жена цара Давида II Великог Комнина била Хелена Кантакузин. Спандунис истиче да су родитељи Елене Кантакузин били Теодор Кантакузин, деспот Пелопонеза, и Еуфрозина Палеолог, а према Масарелском рукопису то су били родитељи царице Теодоре Кантакузин, мајке цара Давида Великог Комнина. Пошто је апсурдно да се цар Давид II Велики Комнин оженио својом тетком, многи историчари сматрају да је Спандунис погрешио и помешао Хелену Кантакузин са Теодором Кантакузин. Ово доводи у сумњу постојање Хелене Кантакузине и њену везу са царем Давидом Великим Комнином.  Штавише, име Хелене Кантакузине се не помиње у Масарелијевом рукопису.
Цар Давид Велики Комнин је имао три сина и две кћери:
- Василија, Манојла Комнина и Ђорђа, сви су посечени по наредби султана Мехмеда II
- Ана, удата за Мохамед Заган - пашу, беглербега Македоније, и други пут за Силван Бега, сина Илван Бега
- друга ћерка, удата за Мамија II, принца Гурелије
- Историчар Кирил Туманов сугерише да је Давид имао и трећу ћерку, по имену Марију, жену Константина Муруса[2][3]

Због контроверзи око идентитета супруге цара Давида, неки научници претпостављају да је мајка његове деце била царица Елена Кантакузина, док други историчари сматрају да је вероватније да је њихова мајка царица Марија Готска.